# Vliegtuigcrash Gelmelslot Hoogstraten

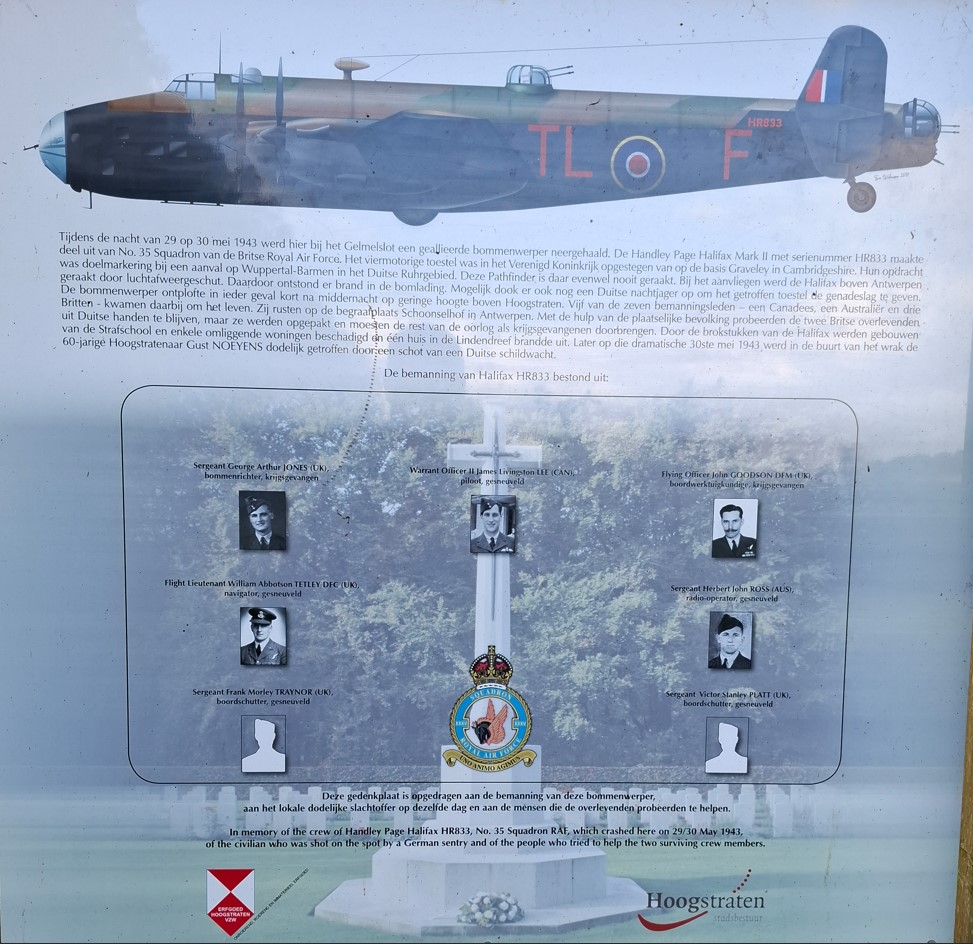
Infobord vliegtuigcrash bij het kasteel van Hoogstraten

De vliegtuigcrash Gelmelslot te Hoogstraten betrof het neerstorten van een geallieerde bommenwerper tijdens Wereldoorlog II bij het kasteel van Hoogstraten in de nacht van 29 en 30 mei 1943.
Het betrof een Handley Page Halifax HR833, die deel uitmaakte van No. 35 Squadron van de Britse Royal Air Force. Dit viermotorige toestel was opgestegen vanuit Graveley, een basis in Cambridgeshire, Verenigd Koninkrijk. De missie van de bemanning was doelmarkering tijdens een bombardement op Barmen (Wuppertal), gelegen in het Ruhrgebied van Duitsland.

## De neergang van de Halifax
De Halifax bereikte echter nooit zijn doel. Bij het aanvliegen werd het toestel geraakt door luchtafweergeschut boven Antwerpen. Dit veroorzaakte brand in de bommenlading. Er wordt vermoed dat een Duitse nachtjager het toestel uiteindelijk de genadeklap gaf. Kort na middernacht, op geringe hoogte boven Hoogstraten, explodeerde het vliegtuig.

### Slachtoffers en overlevenden
Vijf van de zeven bemanningsleden kwamen om het leven bij de crash. De slachtoffers waren een Canadees, een Australiër en drie Britten. Twee Britse bemanningsleden overleefden de crash. Met de hulp van de lokale bevolking probeerden zij aan gevangenneming te ontkomen, maar werden uiteindelijk opgepakt en door de Duitsers als krijgsgevangenen vastgehouden tot het einde van de oorlog.

## Dodelijke nasleep
Later op die 30ste mei 1943 werd de 60-jarige Hoogstratenaar Gust Noeyens dodelijk getroffen door een schot van een Duitse schildwacht in de buurt van het wrak van de Halifax.
De gebeurtenis blijft een tragisch moment in de geschiedenis van Hoogstraten tijdens de Tweede Wereldoorlog.